# Poteranthera pusilla
Poteranthera pusilla là một loài thực vật có hoa trong họ Mua. Loài này được Bong. miêu tả khoa học đầu tiên năm 1835.